# Subsidiär Schutzberechtigter

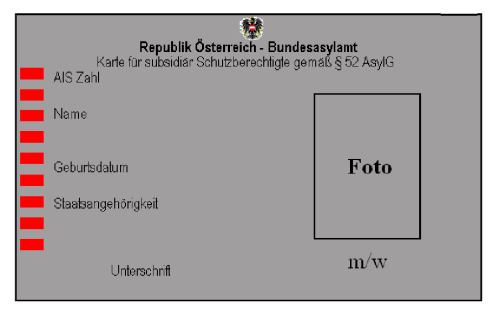
Karte für subsidiär Schutzberechtigte in Österreich

Subsidiär Schutzberechtigte (von lateinisch subsidium ‚Hilfe‘, ‚Beistand‘) sind nach der Richtlinie 2011/95/EU (Qualifikationsrichtlinie) Personen, bei denen zwar keine Flüchtlingseigenschaft im Sinne der Genfer Flüchtlingskonvention von 1951 (Konventionsflüchtling) festgestellt werden konnte, denen jedoch im Falle der Rückkehr in den Herkunftsstaat ein ernsthafter Schaden drohen würde.
Als ernsthafter Schaden im Sinne von Artikel 15 der Qualifikationsrichtlinie gilt:
- die Verhängung oder Vollstreckung der Todesstrafe
- Folter oder unmenschliche oder erniedrigende Behandlung oder Bestrafung
- eine ernsthafte individuelle Bedrohung des Lebens oder der Unversehrtheit einer Zivilperson infolge willkürlicher Gewalt im Rahmen eines internationalen oder innerstaatlichen bewaffneten Konflikts.

## Deutschland
Vor Umsetzung der Richtlinie 2011/95/EU (Qualifikationsrichtlinie) gab es im deutschen Recht keinen eigenen Status für Ausländer, die nicht als Asylberechtigte nach Art. 16a GG oder als Flüchtlinge nach der GFK anerkannt wurden. Vielmehr wurde bei Personen, die die Voraussetzungen der Qualifikationsrichtlinie erfüllten, ein Abschiebungsverbot nach § 60 Abs. 2, 3 oder 7 Satz 2 AufenthG (a. F.) festgestellt. Dazu gibt es noch die nationalen Abschiebungsverbote nach § 60 Abs. 5 und 7 Satz 1 AufenthG. Wurden solche Abschiebungsverbote festgestellt, erhielten die Ausländer in der Regel eine Aufenthaltserlaubnis nach § 25 Abs. 3 AufenthG.

### Gesetz zur Umsetzung der Richtlinie 2011/95/EU: in Kraft ab 1. Dezember 2013
Mit dem Gesetz zur Umsetzung der Richtlinie 2011/95/EU wurden die Voraussetzungen der Flüchtlingseigenschaft und des subsidiären Schutzstatus unter dem Oberbegriff internationaler Schutz in das Asylverfahrensgesetz (heutige Bezeichnung: Asylgesetz) aufgenommen. Sie haben seitdem nicht mehr nur den Charakter bloßer Abschiebungsverbote, sondern sind zu institutionalisierten Schutzstatusformen aufgewertet worden. Ihre Inhalte werden von der Qualifikationsrichtlinie vorgegeben.
Nach § 4 Abs. 1 AsylG sind Personen, denen ein ernsthafter Schaden wie die Verhängung oder Vollstreckung der Todesstrafe, Folter oder unmenschliche oder erniedrigende Behandlung oder Bestrafung oder eine ernsthafte individuelle Bedrohung des Lebens oder der Unversehrtheit einer Zivilperson infolge willkürlicher Gewalt im Rahmen eines internationalen oder innerstaatlichen bewaffneten Konflikts droht, subsidiär schutzberechtigt. Weiterhin ist die Prüfung des Schutzstatus nunmehr ausdrücklich Teil des Asylantrags.
Allerdings ist nach § 4 Abs. 2 ein Ausländer vom subsidiären Schutzstatus ausgeschlossen, wenn schwerwiegende Gründe die Annahme rechtfertigen, dass er
1. ein Verbrechen gegen den Frieden, ein Kriegsverbrechen oder ein Verbrechen gegen die Menschlichkeit begangen hat,
2. eine schwere Straftat begangen hat,
3. sich Handlungen zuschulden kommen lassen hat, die den Zielen und Grundsätzen der Vereinten Nationen zuwiderlaufen oder
4. eine Gefahr für die Allgemeinheit oder für die Sicherheit der Bundesrepublik Deutschland darstellt.

### Aufenthaltserlaubnis und Niederlassungserlaubnis
Subsidiär Schutzberechtigte erhalten durch diese Änderung eine Aufenthaltserlaubnis gemäß § 25 Abs. 2 Satz 1, 2. Alternative AufenthG, die zunächst für ein Jahr zu erteilen und danach für zwei Jahre zu verlängern ist. Ausländer, die bereits eine Aufenthaltserlaubnis gemäß § 25 Abs. 3 AufenthG besitzen, weil bei ihnen europarechtliche Abschiebungsverbote nach altem Recht festgestellt wurden, sind kraft Gesetzes subsidiär Schutzberechtigte neuen Rechts. Sofern keine Ausschlussgründe vorliegen, erhält dieser Personenkreis nachträglich eine Aufenthaltserlaubnis gemäß § 25 Abs. 2 AufenthG. Es besteht Anspruch auf Sozialleistungen und auf den Zugang zu Bildung für minderjährige subsidiär Schutzberechtigte. Personen, bei denen nationale Abschiebungsverbote festgestellt werden, erhalten weiterhin im Regelfall eine Aufenthaltserlaubnis gemäß § 25 Abs. 3 AufenthG, sonst eine Duldung. An die auf unterschiedlichen Rechtsgrundlagen gestützten Aufenthaltserlaubnisse sind bedeutende rechtliche Konsequenzen für Sozialleistungen, Aufenthaltsverfestigung und spätere Einbürgerung geknüpft.
So ist z. B. ein Anspruch auf eine Niederlassungserlaubnis gemäß § 26 Abs. 3 AufenthG nach dreijährigem rechtmäßigen Aufenthalt für Besitzer einer Aufenthaltserlaubnis gemäß § 25 Abs. 2 Satz 1, 2. Alternative AufenthG ausgeschlossen. Ausländer, denen subsidiärer Schutz gewährt wurde, können die Niederlassungserlaubnis allerdings über § 26 Abs. 4 AufenthG erhalten. Durch das Gesetz zur Neubestimmung des Bleiberechts und der Aufenthaltsbeendigung kann diese Niederlassungserlaubnis nach nunmehr fünf anstelle von bisher sieben Jahren Aufenthaltszeit erworben werden, sofern die restlichen Voraussetzungen des § 9 Abs. 2 Satz 1 AufenthG erfüllt werden.
Zudem besteht seit dem 6. September 2013 ebenfalls die Möglichkeit, eine Erlaubnis zum Daueraufenthalt-EU zu erhalten. Der gleichzeitige Besitz beider Aufenthaltstitel ist ebenfalls möglich.

### Nachteile durch subsidiären Schutz im Vergleich zur Flüchtlingseigenschaft
Für Schutzsuchende hat der subsidiäre Schutz im Vergleich zur Flüchtlingseigenschaft mehrere Nachteile:
Sie haben zwar ebenso wie Asylberechtigte und Kontingentflüchtlinge einen unbeschränkten Zugang zum Arbeitsmarkt, jedoch wird der Status des subsidiär Schutzberechtigten zunächst für nur ein Jahr erteilt, was die Integration in den Arbeitsmarkt erschwert.
Außerdem wurde in Reaktion auf die Flüchtlingskrise im Herbst 2015 das erst kurz zuvor, nämlich im August 2015, eingeführte Recht auf Familiennachzug bis zum 31. Juli 2018 ausgesetzt; seit 1. August 2018 begrenzt § 36a AufenthG den Familiennachzug zu subsidiär Schutzberechtigten auf Ausstellung von 1000 nationalen Visa pro Monat. Am 27. Juni 2025 beschloss der Bundestag mit den Stimmen von Union, SPD und AfD den Familiennachzug für subsidiär Schutzberechtigte für zwei Jahre auszusetzen.

## Österreich

### Aufenthaltsgenehmigung und Zugang zum Arbeitsmarkt
Die mit der Feststellung der subsidiären Schutzbedürftigkeit verbundene Aufenthaltsgenehmigung ist in der Regel auf ein Jahr befristet und kann – auch mehrmals – um jeweils zwei Jahre verlängert werden.
Im Gegensatz zu Asylwerbern haben subsidiär Schutzberechtigte ebenso wie anerkannte Konventionsflüchtlinge uneingeschränkt Zugang zum Arbeitsmarkt und benötigen für die Ausübung von unselbstständigen Tätigkeiten keine Beschäftigungsbewilligung (§ 1 Abs 2 lit a AuslBG). Sie werden bei Bedarf vom Arbeitsmarktservice (AMS) unterstützt.

### Mindestsicherung für subsidiär Schutzberechtigte bis 31. Mai 2019
Die Mindestsicherung für subsidiär Schutzberechtigte war bis 1. Juni 2019 von Bundesland zu Bundesland unterschiedlich geregelt. So erhielten die Betroffenen in Kärnten, Oberösterreich, Tirol, Vorarlberg und Wien Mindestsicherung, im Burgenland, in Niederösterreich (seit April 2016), in Salzburg und in der Steiermark nur die Grundversorgung, die auch Asylwerber während des Verfahrens bekommen.
Der Status wird mit einem Ausweis in brauner Farbe dokumentiert, seit 2009 wird in der Regel auch ein Fremdenpass ausgestellt.

### Mindestsicherungs-Reform: Bundeseinheitliche Mindestsicherung ab 1. Juni 2019
Die österreichische ÖVP-FPÖ-Bundesregierung kündigte am 28. November 2018 die Details einer Mindestsicherungs-Reform an. Beschlossen wurde im Ministerrat zunächst eine „Punktation“ zur Mindestsicherung Neu, also eine politische Absichtserklärung. Der genaue Gesetzentwurf sollte dann im Lauf der Woche folgen und sechs Wochen begutachtet werden.
Auf Familien mit Kindern und Personen mit schlechten Deutschkenntnissen kamen damit teils starke Kürzungen zu. Bundeskanzler Sebastian Kurz (ÖVP) und Vizekanzler Heinz-Christian Strache (FPÖ) strichen insbesondere Arbeitsanreize für Bezieher hervor. Subsidiär Schutzberechtigte waren in einigen Bundesländern (Wien) bis 1. Juni 2019 noch genauso gut abgesichert wie Asylberechtigte. Mit dem Inkrafttreten der Mindestsicherungs-Reform fielen sie von 863 Euro Mindestsicherung auf das Niveau der Grundversorgung (320 Euro). In anderen Bundesländern wie der Steiermark mussten sie schon vor November 2018 damit auskommen. Ab Mitte 2020 sollen die Vorgaben des Bundes von den Ländern in eigene Gesetze gegossen und exekutiert werden. In laufende Bezüge darf auch dann nicht eingegriffen werden. Allerdings müssen Bezieher die Mindestsicherung jährlich erneuern. Spätestens dann greift die Kürzung, also in den letzten Fällen Mitte 2021. Automatisch betroffen sind alle Asylberechtigten und subsidiär Schutzberechtigten, die danach in die Mindestsicherung kommen.
In Österreich hat der Nationalrat in seiner Sitzung am 25. April 2019 beschlossen, dass die so genannte bedarfsorientierte Mindestsicherung abgeschafft wird. Ab dem 1. Juni 2019 wurde die monatliche Sozialhilfe auf einen Wert in Höhe von maximal 885 Euro beschränkt. Paare haben die Möglichkeit, bis zu 1.240 Euro zu erhalten. Familien für Kinder erhalten gestaffelte Beiträge. Für das erste Kind gibt es einen Beitrag in Höhe von 221 Euro und für das zweite Kind einen Beitrag in Höhe von 133 Euro. Ab dem dritten Kind gibt es in Österreich ab 1. Juni 2019 bis zu 44 Euro an zusätzlicher Hilfe.

### Ab 1. Juni 2019 geltende Regelung für Sozialhilfe bzw. Mindestsicherung in Österreich
EU- bzw. EWR-Bürgerinnen/EU- bzw. EWR-Bürger haben in Österreich nur dann einen uneingeschränkten Anspruch auf die Sozialhilfe bzw. Mindestsicherung, wenn sie sich als Arbeitnehmerinnen/Arbeitnehmer in Österreich aufhalten oder schon länger als fünf Jahre in Österreich wohnen. Drittstaatsangehörige haben grundsätzlich nur dann einen Anspruch auf die Sozialhilfe bzw. Mindestsicherung, wenn sie schon mehr als fünf Jahre rechtmäßig in Österreich gelebt haben. Asylberechtigte haben ab dem Zeitpunkt, ab dem ihnen der Schutzstatus als Flüchtling zuerkannt wird, Anspruch auf die Sozialhilfe. Neu ab 1. Juni 2019 ist:

„Subsidiär Schutzberechtigten hingegen sind ausschließlich Kernleistungen der Sozialhilfe zu gewähren, die das Niveau der Grundversorgung nicht übersteigen. Wenn Leistungen über das System der Sozialhilfe gewährt werden, sind soziale Kernleistungen ausnahmslos auf das Niveau der Grundversorgung zu beschränken.“

## Richtlinie 2011/95/EU gilt nicht für Irland und Dänemark
Die Richtlinie 2011/95/EU des Europäischen Parlamentes und des Rates vom 13. Dezember 2011 über Normen für die Anerkennung von Drittstaatsangehörigen oder Staatenlosen als Personen mit Anspruch auf internationalen Schutz, für einen einheitlichen Status für Flüchtlinge oder für Personen mit Anrecht auf subsidiären Schutz und für den Inhalt des zu gewährenden Schutzes gilt gemäß den Erwägungsgründen (50) und (51) nicht für Irland und Dänemark, ebenso nicht für das Vereinigte Königreich bis zum Brexit.

### Erwägungsgrund 50: Ausnahme für das Vereinigte Königreich und Irland
„(50) Nach den Artikeln 1 und 2 und Artikel 4a Absatz 1 des dem EUV und dem AEUV beigefügten Protokolls (Nr. 21) über die Position des Vereinigten Königreichs und Irlands hinsichtlich des Raums der Freiheit, der Sicherheit und des Rechts beteiligen sich das Vereinigte Königreich und Irland unbeschadet des Artikels 4 dieses Protokolls nicht an der Annahme dieser Richtlinie und sind weder durch diese Richtlinie gebunden noch zu ihrer Anwendung verpflichtet.“

### Erwägungsgrund 51: Ausnahme für Dänemark
„(51) Nach den Artikeln 1 und 2 des dem EUV und dem AEUV beigefügten Protokolls (Nr. 22) über die Position Dänemarks beteiligt sich Dänemark nicht an der Annahme dieser Richtlinie und ist weder durch diese Richtlinie gebunden noch zu ihrer Anwendung verpflichtet.“